# Гавињано Сабино (Ријети)
Гавињано Сабино је насеље у Италији у округу Ријети, региону Лацио.
Према процени из 2011. у насељу је живело 840 становника. Насеље се налази на надморској висини од 110 м.